# Teología cristiana
La teología cristiana es la teología –el estudio sistemático de lo divino y la religión– del cristianismo y de las creencias y prácticas cristianas.  Se concentra principalmente en los textos del Antiguo Testamento y del Nuevo Testamento, así como en la tradición cristiana. Los teólogos cristianos utilizan la exégesis bíblica, el análisis racional y la argumentación.  Para los cristianos, tales creencias son consideradas «verdades fundamentales». Estos estudios se centran principalmente en el análisis del Antiguo y Nuevo Testamento, que llevan a realizar una exégesis de los textos, como también argumentaciones racionales a partir de ella. Las teólogas y teólogos cristianos utilizan la exégesis bíblica, el análisis racional y la argumentación. Dentro de esta teología se encuentra también la teología histórica, la teología bíblica o exegética, la teología sistemática y la teología práctica. Las y los teólogos pueden emprender el estudio de la teología cristiana por diversas razones, como por ejemplo para:
- ayudarlos a comprender mejor los principios cristianos.[2]
- hacer comparaciones entre el cristianismo y otras tradiciones[3]
- defender el cristianismo contra objeciones y críticas
- facilitar las reformas en la Iglesia cristiana[4]
- ayudar a la propagación del cristianismo[5]
- aprovechar los recursos de la tradición cristiana para hacer frente a una situación actual o a una necesidad percibida[6]

La teología cristiana ha impregnado gran parte de la cultura occidental no eclesiástica, especialmente en la Europa premoderna, aunque el cristianismo es una religión mundial.
La teología se refiere al discurso creyente sobre Dios, la Biblia, la religión y la Iglesia, y en particular sobre las doctrinas cristianas, elaboradas según los medios y la perspectiva indicados anteriormente. No todo discurso creyente es teológico per se, sino que puede tratarse de una confesión de fe (o testimonio), predicación o incluso una alabanza. También es posible hablar de la teología de una u otra gran figura (pl ej., teología juanina, teología paulina o teología agustiniana). También se habla de teología calvinista o teología luterana.
Las autoridades religiosas organizan la enseñanza de la teología como una disciplina universitaria. El carácter científico de la teología sigue siendo objeto de debate: si bien su parentesco con la filosofía haría que fuera más apropiado llamarla un tipo de «sabiduría», en la Edad Media se la consideraba la reina de las ciencias, el culmen de todo el saber humano, según el lugar que la metafísica ocupaba en el sistema aristotélico. Sin embargo, según los criterios modernos de la ciencia, solo algunas ramas pueden considerarse absolutamente como disciplinas científicas. 
En la Iglesia ortodoxa, la teología no se considera una disciplina especulativa y deductiva, sino el conocimiento experiencial de un Dios que se manifiesta a su creación, y por tanto, el título de «teólogo» solo se le concede a tres santos: San Juan Evangelista, San Gregorio Nacianceno y San Simeón el Nuevo Teólogo.

## Tradiciones cristianas
La teología cristiana varía considerablemente entre las principales ramas de la tradición cristiana: Católica, Ortodoxa y Protestante. Cada una de esas tradiciones tiene sus propios enfoques en cuestiones doctrinales, en el manejo de los seminarios y la formación ministerial.

## Teología sistemática
La teología sistemática, como disciplina de la teología cristiana, formula una exposición ordenada, racional y coherente de la fe y las creencias cristianas. La teología sistemática se basa en los textos sagrados fundamentales del cristianismo y, al mismo tiempo, investiga el desarrollo de la doctrina cristiana a lo largo de la historia, especialmente a través de la evolución filosófica. Inherente a un sistema de pensamiento teológico es el desarrollo de un método, que puede aplicarse tanto de forma amplia como particular. La teología sistemática cristiana suele estudiar:
- Dios (teología propia)
- Los atributos de Dios
- La Trinidad tal y como la defienden los cristianos trinitarios
- La revelación
- La hermenéutica bíblica — la interpretación de los textos bíblicos
- La creación
- La divina providencia
- Teodicea —la explicación de la tolerancia del mal por parte de un Dios benigno
- Filosofía
- Hamartiología — el estudio del pecado
- Cristología — el estudio de la naturaleza y la persona de Cristo
- Pneumatología — estudio del Espíritu Santo
- Soteriología — estudio de la salvación
- Eclesiología — estudio de la Iglesia cristiana
- Misionología — estudio del mensaje cristiano y de las misiones
- Espiritualidad y misticismo
- Teología sacramental
- Escatología — el destino final de la humanidad
- Teología moral
- Antropología cristiana
- La vida después de la muerte

## Prolegómenos: La Escritura como base primaria de la teología cristiana

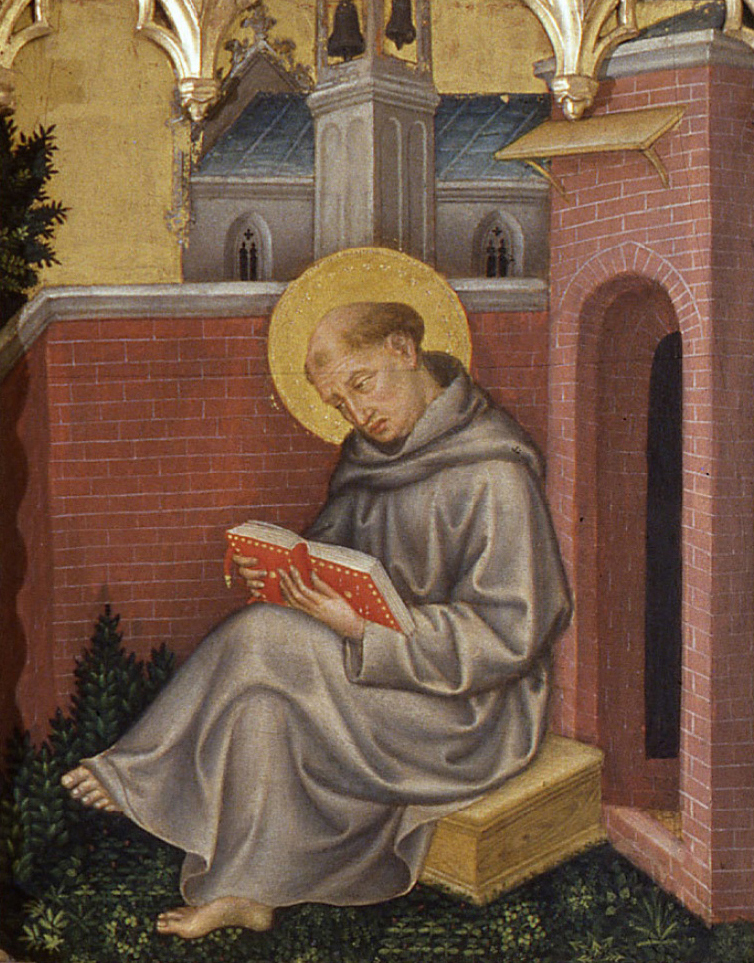
Tomás de Aquino del Políptico de Valle Romita de Gentile da Fabriano

### Revelación bíblica
La revelación es revelar o revelar, o hacer algo obvio a través de una comunicación activa o pasiva con Dios, y puede originarse directamente de Dios o a través de un agente, como un ángel. El cristianismo generalmente considera que la Biblia es divina o sobrenaturalmente revelada o inspirada. Tal revelación no siempre requiere la presencia de Dios o de un ángel. Por ejemplo, en el concepto que los católicos llaman locución interior, la revelación sobrenatural puede incluir simplemente una voz interior escuchada por el receptor.
Tomás de Aquino (1225-1274) describió por primera vez dos tipos de revelación en el cristianismo: la revelación general y la revelación especial . 
- La revelación general ocurre a través de la observación del orden creado . Lógicamente, tales observaciones pueden conducir a conclusiones importantes, como la existencia de Dios y algunos de sus atributos. La revelación general es también un elemento de la apologética cristiana .
- Ciertos detalles específicos, como la Trinidad y la Encarnación , tal como se revelan en las enseñanzas de las Escrituras, no pueden deducirse de otro modo excepto mediante una revelación especial.

### Inspiración bíblica

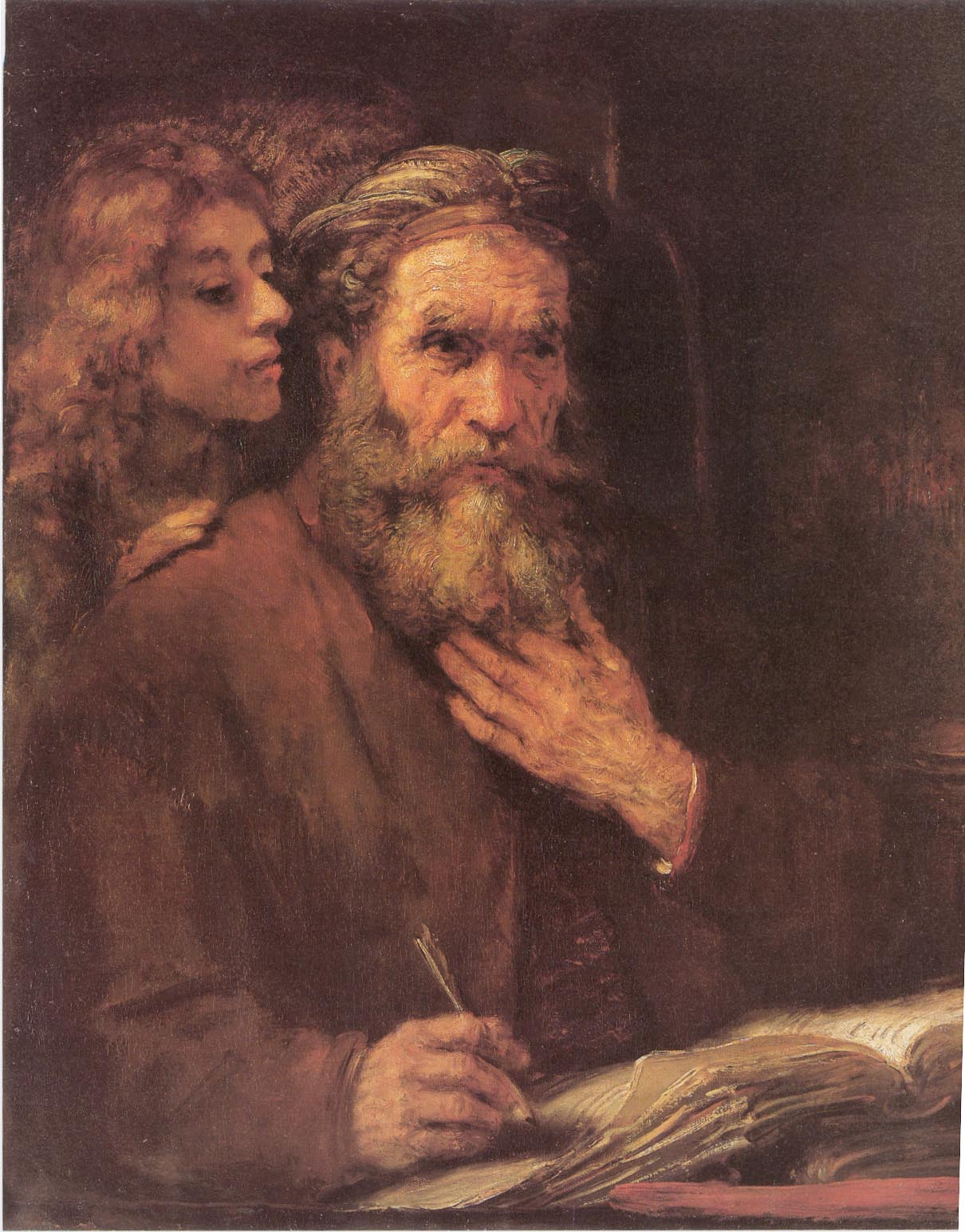
El evangelista Mateo, de Rembrandt inspirado por un ángel ,1661.

La Biblia contiene muchos pasajes en los que los autores reclaman inspiración divina para su mensaje o informan los efectos de dicha inspiración en otros. Además de los relatos directos de la revelación escrita (como cuando Moisés recibió los Diez Mandamientos inscritos en tablas de piedra), los profetas del Antiguo Testamento frecuentemente afirmaban que su mensaje era de origen divino al prefaciar la revelación con la siguiente frase: "Así dice el SEÑOR" (por ejemplo, 1 Reyes 12:22–24; 1 Crónicas 17:3–4; Jer 35:13; Ezequiel 2:4; Zac 7:9 ; etc.). La Segunda Epístola de Pedro afirma que "ninguna profecía de la Escritura... fue jamás producida por voluntad humana, sino que los hombres hablaron de parte de Dios siendo inspirados por el Espíritu Santo". La Segunda Epístola de Pedro también implica que Los escritos de Pablo son inspirados (2 Pedro 3:16).
La organización de los Testigos de Jevová citan un versículo en la carta de Pablo a Timoteo, 2 Timoteo 3:16-17, como evidencia de que "Toda la Escritura está inspirada por Dios y es útil para enseñar..." Aquí San Pablo se refiere a la Antiguo Testamento, ya que las Escrituras han sido conocidas por Timoteo desde la "infancia" (versículo 15). Otros ofrecen una lectura alternativa del pasaje; por ejemplo, el teólogo Charles Harold Dodd sugiere que "probablemente deba traducirse" como: "Toda escritura inspirada también es útil..."  Una traducción similar aparece en la New English Bible, en la Revised English Bible, y (como alternativa con notas a pie de página) en la Nueva Versión Estándar Revisada. La Vulgata Latina puede leerse así.  Otros defienden la interpretación "tradicional"; Daniel B. Wallace considera que la alternativa "probablemente no sea la mejor traducción". 
Algunas versiones inglesas modernas de la Biblia traducen theopneustos con "respirado por Dios" (NVI) o "exhalado por Dios" (ESV), evitando la palabra inspiración , que tiene la raíz latina inspīrāre - "soplar o respirar". 

### Autoridad bíblica

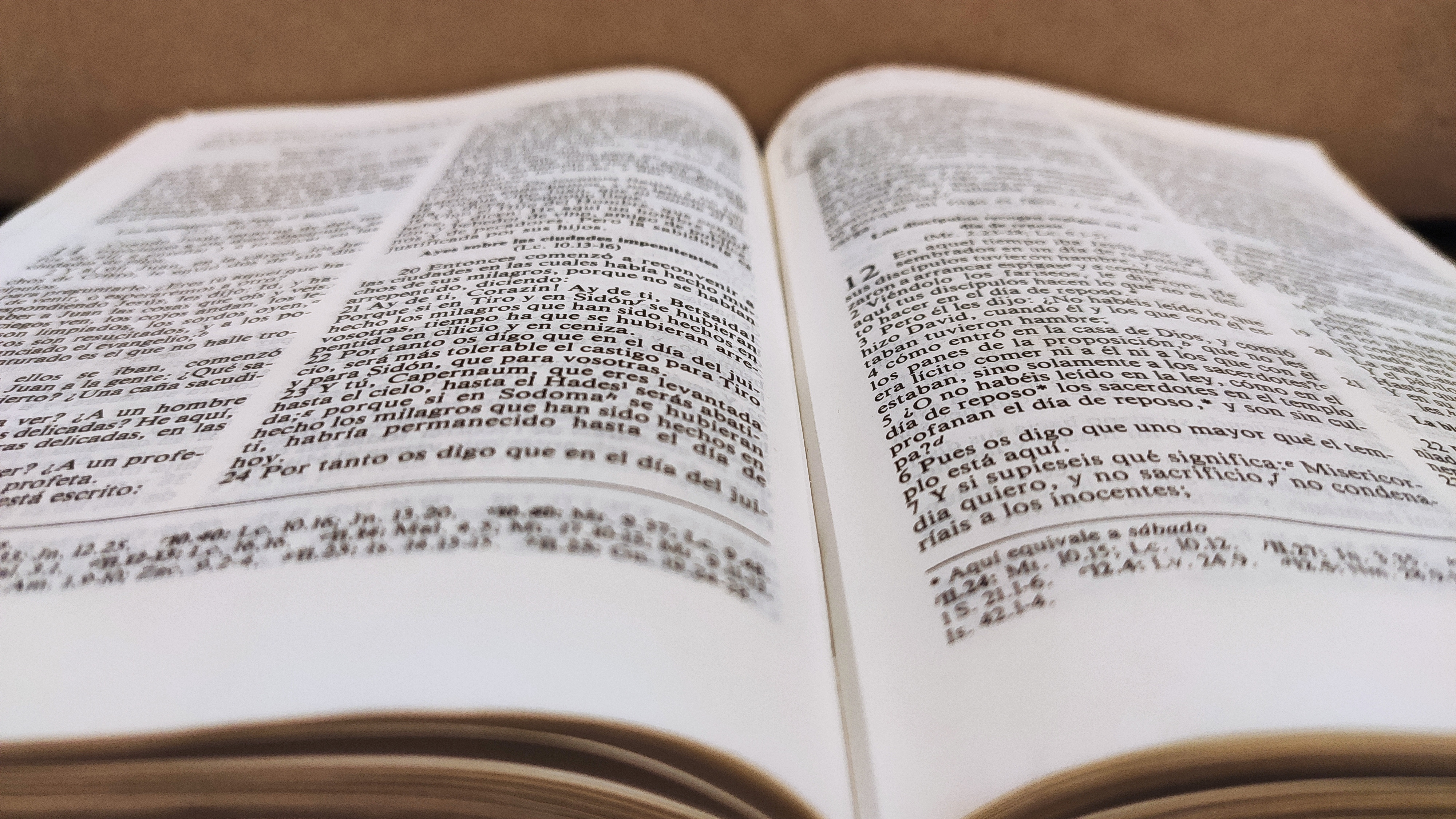
Biblia Reina Valera 1960

El cristianismo generalmente considera que las colecciones acordadas de libros conocidas como Biblia tienen autoridad y están escritas por autores humanos bajo la inspiración del Espíritu Santo. Algunos cristianos creen que la Biblia es inerrante (totalmente libre de errores y libre de contradicciones, incluidas las partes histórica y científica)o infalible (inerrante en cuestiones de fe y práctica, pero no necesariamente en cuestiones de historia o ciencia).  

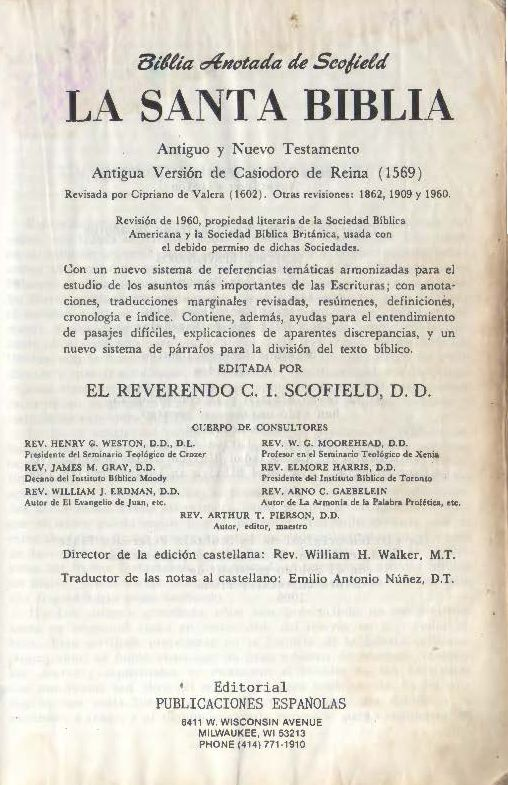
Portada de la Biblia protestante anotada de Scofield

Algunos cristianos infieren que la Biblia no puede referirse a sí misma como divinamente inspirada y al mismo tiempo ser errónea o falible. Porque si la Biblia fuera divinamente inspirada, entonces la fuente de inspiración siendo divina, no estaría sujeta a falibilidad o error en lo que se produce. Para ellos, las doctrinas de la inspiración divina, la infalibilidad y la inerrancia están inseparablemente unidas. La idea de integridad bíblica es un concepto adicional de infalibilidad, al sugerir que el texto bíblico actual está completo y sin errores, y que la integridad del texto bíblico nunca ha sido corrompida o degradada.  Historiadores [ ¿cuáles? ] notar, o afirmar, que la doctrina de la infalibilidad de la Biblia fue adoptada [ ¿cuándo? ] cientos de años después de que se escribieran los libros de la Biblia.

### Canon bíblico
El contenido del Antiguo Testamento protestante es el mismo que el canon de la Biblia hebrea, con cambios en la división y orden de los libros, pero el Antiguo Testamento católico contiene textos adicionales, conocidos como libros deuterocanónicos. Los protestantes reconocen 39 libros en su canon del Antiguo Testamento, mientras que los católicos romanos y los cristianos orientales reconocen 46 libros como canónicos. Tanto los católicos como los protestantes utilizan el mismo canon del Nuevo Testamento de 27 libros.

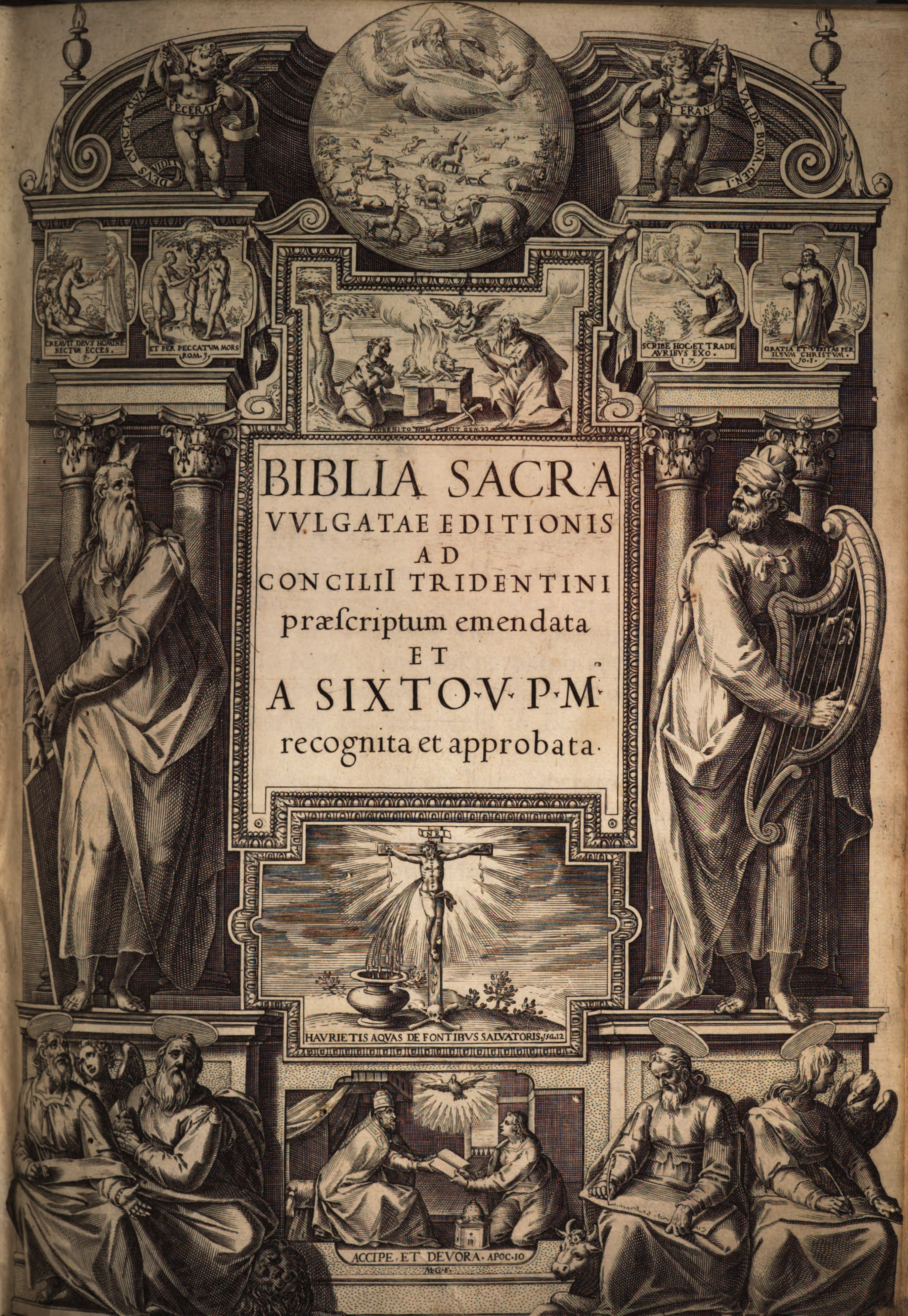
Vulgata Sixtina

Los primeros cristianos utilizaron la Septuaginta, una traducción griega koiné de las escrituras hebreas. Posteriormente, el cristianismo aprobó varios escritos adicionales que se convertirían en el Nuevo Testamento. En el siglo IV, una serie de sínodos, en particular el Sínodo de Hipona en el año 393 d. C., produjo una lista de textos equivalente al canon de 46 libros del Antiguo Testamento que los católicos usan hoy (y al canon de 27 libros del Nuevo Testamento).  Una lista definitiva no surgió de ningún concilio ecuménico temprano.  Alrededor del año 400, Jerónimo produjo la Vulgata , una edición latina definitiva de la Biblia, cuyo contenido, ante la insistencia del obispo de Roma, concordaba con las decisiones de los sínodos anteriores. Este proceso estableció efectivamente el canon del Nuevo Testamento, aunque existen ejemplos de otras listas canónicas en uso después de este tiempo. 
Durante la Reforma Protestante del siglo XVI, ciertos reformadores propusieron diferentes listas canónicas del Antiguo Testamento. Los textos que aparecen en la Septuaginta pero no en el canon judío cayeron en desgracia y finalmente desaparecieron de los cánones protestantes. Las Biblias católicas clasifican estos textos como libros deuterocanónicos, mientras que los contextos protestantes los etiquetan como apócrifos.

## Teología propiamente dicha: Dios
En el cristianismo, Dios es el creador y preservador del universo. Dios es el único poder supremo del universo, pero es distinto de él. La Biblia nunca habla de Dios como impersonal. Más bien, se refiere a él en términos personales : quien habla, ve, oye, actúa y ama. Se entiende que Dios tiene voluntad y personalidad y es un ser todopoderoso, divino y benevolente. En las Escrituras se le representa como el que se preocupa principalmente por las personas y su salvación. 

#### Clasificación
Teólogos reformados distinguen entre los atributos comunicables (los que los seres humanos también pueden tener) y los atributos incomunicables (los que pertenecen únicamente a Dios). 

#### Enumeración
Algunos atributos adscritos a Dios en la teología cristiana son:
- Aseity: Que "Dios es tan independiente que no nos necesita".[29]  Se basa en Hechos 17:25, donde dice que Dios “no se deja servir por manos humanas, como si necesitara algo” ( NVI ). Esto a menudo se relaciona con la autoexistencia de Dios y su autosuficiencia .
- Eternidad: que Dios existe más allá del ámbito temporal.
- Bondad: que Dios extiende su favor y sus dones a los seres humanos tanto incondicional como condicionalmente.
- Santidad: Que Dios está separado del pecado y es incorruptible. Observando el estribillo de " Santo, santo, santo " en Isaías 6:3 y Apocalipsis 4:8,
- Inmanencia: que aunque Dios es trascendente y santo, también es accesible y puede ser experimentado dinámicamente.
- Inmutabilidad: que la naturaleza esencial de Dios es inmutable.
- Impasibilidad: que Dios no experimenta emoción ni sufrimiento (una doctrina más controvertida, cuestionada especialmente por el teísmo abierto ).
- Impecabilidad: Que Dios es incapaz de cometer error (pecado).
- Incorporalidad: Que Dios no tiene composición física. Un concepto relacionado es la espiritualidad de Dios, que se deriva de la declaración de Jesús en Juan 4:24: "Dios es espíritu".
- Amor: Que Dios es cuidado y compasión. 1 Juan 4:16 dice "Dios es amor".
- Misión: Que Dios es el libertador supremo. Si bien la Misión de Dios no se incluye tradicionalmente en esta lista, David Bosch ha argumentado que " la misión no es principalmente una actividad de la iglesia, sino un atributo de Dios".[29]
- Omnibenevolencia: Que Dios es omnibenevolente. La omnibenevolencia de Dios se refiere a que él es "todo bien".
- Omnipotencia: Que Dios es supremo o todopoderoso.
- Omnipresencia: —Que Dios es el ser supremo, que existe en todas partes y en todo momento; el fundamento de la realidad que todo lo percibe o todo lo concibe.
- Omnisciencia: Que Dios es supremo o omnisciente.
- Unidad: que Dios no tiene igual, también que cada atributo divino se instancia en su totalidad (la infinidad cualitativa de Dios). Véase también Monoteísmo y Divina sencillez .
- Providencia: Que Dios vela por Su creación con interés y dedicación. Si bien la Providencia de Dios generalmente se refiere a su actividad en el mundo, también implica su cuidado por el universo y, por lo tanto, es un atributo. Generalmente se hace una distinción entre "providencia general", que se refiere a la continua defensa de la existencia y el orden natural del universo, y "providencia especial", que se refiere a la extraordinaria intervención de Dios en la vida de las personas.  [30]Gráfica ilustrativa del concepto de la Trinidad.

Gráfica ilustrativa del concepto de la Trinidad.

- Justicia: Que Dios es la mayor o única medida de la conducta humana. La justicia de Dios puede referirse a su santidad, a su justicia o a su actividad salvadora a través de Cristo.
- Trascendencia: que Dios existe más allá del reino natural de las leyes físicas y, por lo tanto, no está sujeto a ellas;[31]  También es totalmente Otro e incomprensible aparte de la autorrevelación general o especial .
- Santísima Trinidad: los cristianos trinitarios entienden que el Dios cristiano es una "trinidad" de Padre, Hijo y Espíritu Santo que es plenamente coherente con Su "unidad"; un único ser infinito que está tanto dentro como más allá de la naturaleza. Debido a que las personas de la Trinidad representan una relación personal incluso en el nivel de Dios consigo mismo, Él es personal tanto en su relación hacia nosotros como en su relación hacia sí mismo.
- Veracidad: Que Dios es la Verdad por la que todos los seres humanos luchan; También es impecablemente honesto. Tito 1:2 se refiere a "Dios, que no miente".
- Sabiduría: que Dios comprende plenamente la naturaleza humana y el mundo, y verá cumplida su voluntad en el cielo y en la tierra. Romanos 16:27 habla del "único Dios sabio".

#### Monoteísmo

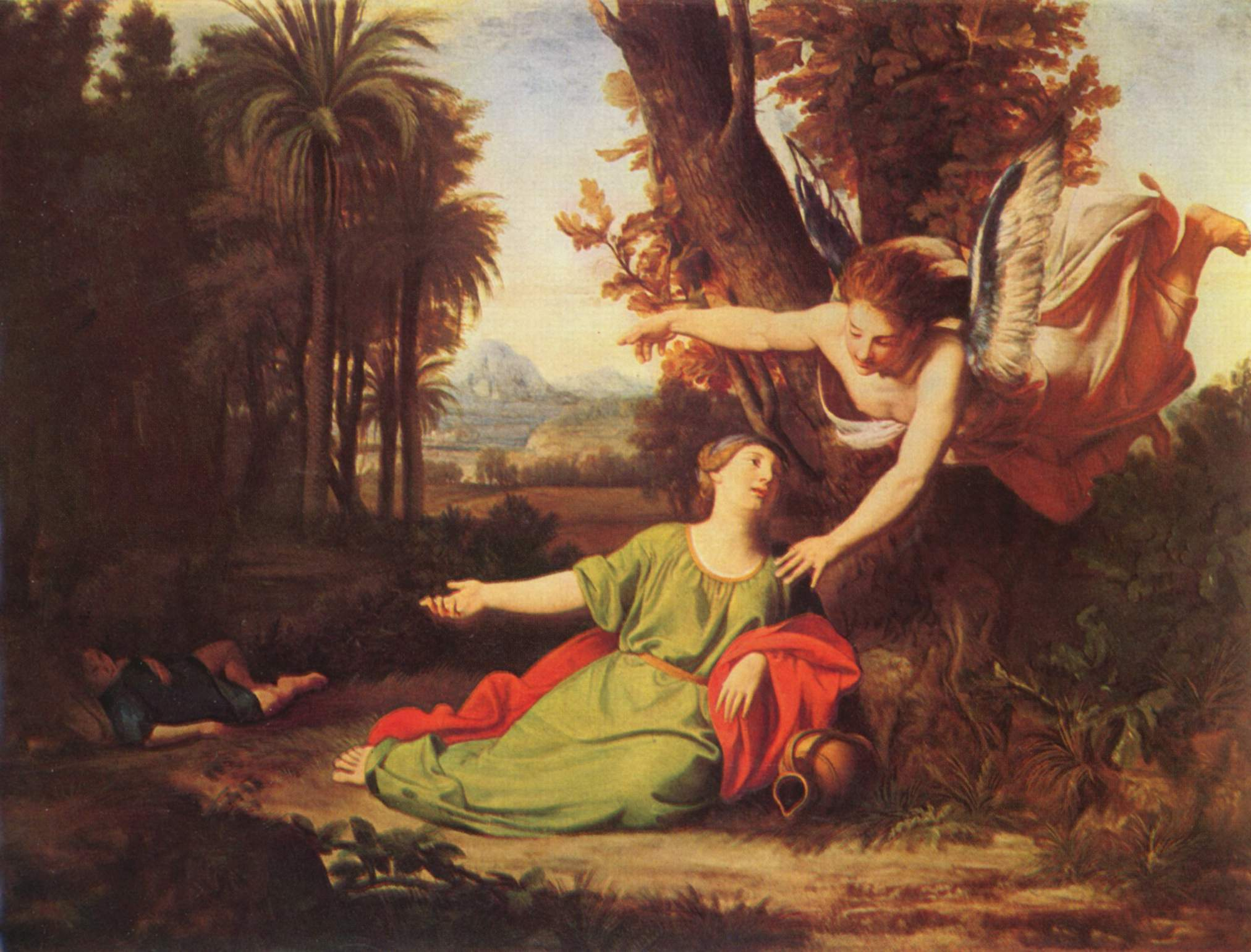
El Ángel del Señor se aparece a Agar en el desierto, como lo ilustra Nicolás Colombel (1644-1717)

Algunos cristianos creen que el Dios adorado por el pueblo hebreo de la era precristiana siempre se había revelado como lo hizo a través de Jesús ; pero que esto nunca fue obvio hasta que nació Jesús (ver Juan 1). Además, aunque el Ángel del Señor habló a los Patriarcas, revelándoles a Dios, algunos creen que siempre ha sido sólo a través del Espíritu de Dios dándoles entendimiento, que los hombres han podido percibir después que Dios mismo los había visitado.
Esta creencia se desarrolló gradualmente hasta convertirse en la formulación moderna de la Trinidad, que es la doctrina de que Dios es una entidad única (Yahvé), pero que hay una trinidad en el ser único de Dios, cuyo significado siempre ha sido debatido. Esta misteriosa "Trinidad" ha sido descrita como hipóstasis en lengua griega (subsistencias en latín) y "personas" en inglés. Sin embargo, los cristianos enfatizan que sólo creen en un Dios.
La mayoría de las iglesias cristianas enseñan la Trinidad, a diferencia de las creencias monoteístas unitarias. Históricamente, la mayoría de las iglesias cristianas han enseñado que la naturaleza de Dios es un misterio , algo que debe ser revelado mediante revelación especial en lugar de deducirse mediante revelación general .

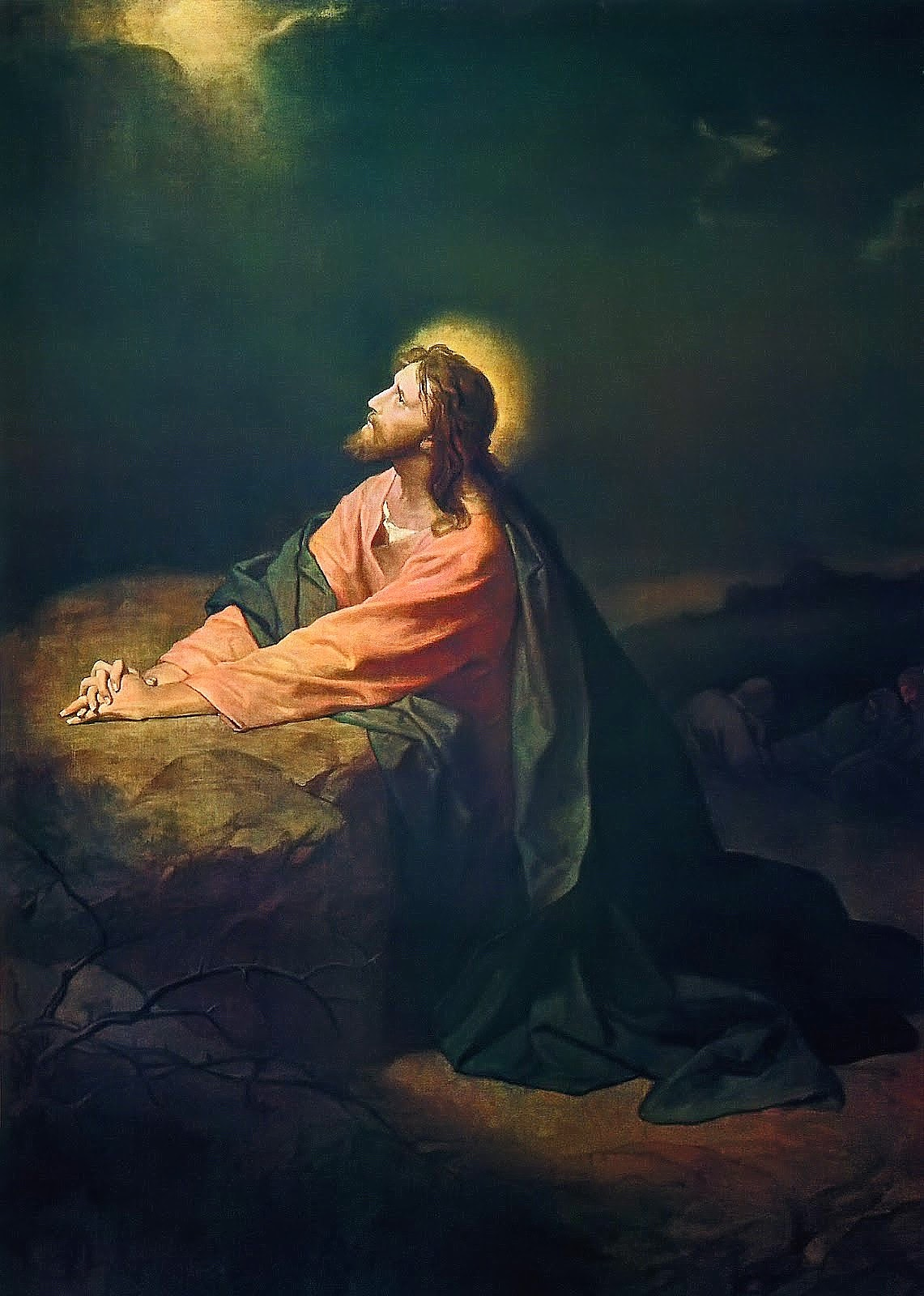
Cristo en Getsemaní, Heinrich Hofmann, 1890

Las tradiciones cristianas ortodoxas (católica, ortodoxa oriental y protestante) siguen esta idea, que fue codificada en el año 381 y alcanzó su pleno desarrollo gracias a la obra de los Padres Capadocios . Consideran a Dios como una entidad trina , llamada Trinidad, que comprende las tres "Personas"; Dios Padre , Dios Hijo y Dios Espíritu Santo , descritos como "de la misma sustancia" ( ὁμοούσιος ). Sin embargo, la verdadera naturaleza de un Dios infinito se describe comúnmente como más allá de toda definición, y la palabra "persona" es una expresión imperfecta de la idea.
Algunos críticos sostienen que debido a la adopción de una concepción tripartita de la deidad, el cristianismo es una forma de triteísmo o politeísmo . Este concepto data de las enseñanzas arrianas que afirmaban que Jesús, habiendo aparecido en la Biblia más tarde que su Padre, tenía que ser un dios secundario, menor y, por tanto, distinto. Para judíos y musulmanes , la idea de Dios como una trinidad es herética : se considera similar al politeísmo . Los cristianos afirman abrumadoramente que el monoteísmo es fundamental para la fe cristiana, como el mismo Credo Niceno (entre otros) que da la definición cristiana ortodoxa de la Trinidad comienza con: "Creo en un solo Dios".
En el siglo III, Tertuliano afirmó que Dios existe como el Padre, el Hijo y el Espíritu Santo, las tres personas de una misma sustancia.  Para los cristianos trinitarios, Dios Padre no es en absoluto un dios separado de Dios Hijo (de quien Jesús es la encarnación) y el Espíritu Santo, las otras hipóstasis (Personas) de la Deidad cristiana .  Según el Credo de Nicea, el Hijo (Jesucristo) es "eternamente engendrado del Padre", lo que indica que su relación divina Padre-Hijo no está ligada a un evento en el tiempo o en la historia humana.
En el cristianismo , la doctrina de la Trinidad afirma que Dios es un ser que existe, simultánea y eternamente , como una morada mutua de tres Personas: el Padre, el Hijo (encarnado como Jesús) y el Espíritu Santo (o Espíritu Santo). Desde el cristianismo primitivo, la salvación ha estado muy estrechamente relacionada con el concepto de un Dios trino, aunque la doctrina trinitaria no se formalizó hasta el siglo IV. En ese momento, el emperador Constantino convocó el Primer Concilio de Nicea , al que fueron invitados a asistir todos los obispos del imperio. El Papa Silvestre I no asistió pero envió a su legado. El concilio, entre otras cosas, decretó el Credo Niceno original.

#### Trinidad

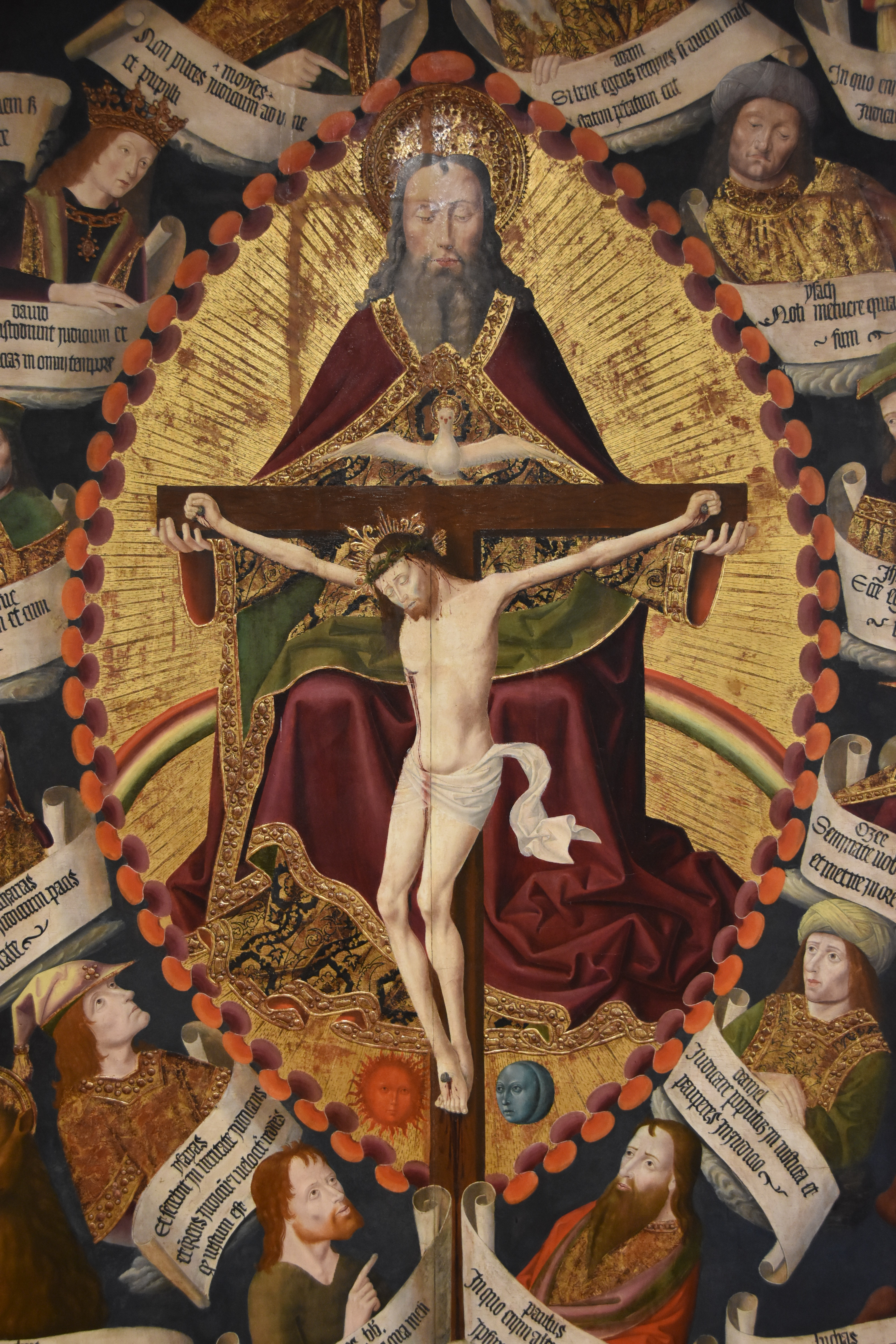
Representación de la Santísima Trinidad hacia 1489

Para la mayoría de los cristianos, las creencias sobre Dios están consagradas en la doctrina del trinitarismo , que sostiene que las tres personas de Dios juntas forman un solo Dios. La visión trinitaria enfatiza que Dios tiene una voluntad y que Dios el Hijo tiene dos voluntades, divina y humana, aunque nunca están en conflicto (ver Unión hipostática ). Sin embargo, este punto es cuestionado por los cristianos ortodoxos orientales, quienes sostienen que Dios Hijo tiene una sola voluntad de divinidad y humanidad unificadas (ver Miafisitismo).
La doctrina cristiana de la Trinidad enseña la unidad del Padre, el Hijo y el Espíritu Santo como tres personas en una sola Deidad. La doctrina afirma que Dios es el Dios Triuno, existiendo como tres personas, o en las hipóstasis griegas ,  un solo ser.  La personalidad en la Trinidad no coincide con la comprensión occidental común de "persona" tal como se usa en el idioma inglés: no implica un "centro individual y autorrealizado de libre albedrío y actividad consciente". Para los antiguos, la personalidad "era en cierto sentido individual, pero siempre también en comunidad".  Se entiende que cada persona tiene una esencia o naturaleza idéntica, no simplemente naturalezas similares. Desde principios del siglo III  la doctrina de la Trinidad se ha afirmado como "el único Dios existe en tres Personas y una sola sustancia, Padre, Hijo y Espíritu Santo".
El trinitarismo, creencia en la Trinidad, es una marca del catolicismo , la ortodoxia oriental y oriental , así como de otras sectas cristianas destacadas surgidas de la Reforma protestante, como el anglicanismo, el metodismo, el luteranismo , el bautista y el presbiterianismo. El Diccionario Oxford de la Iglesia Cristiana describe la Trinidad como "el dogma central de la teología cristiana".  Esta doctrina contrasta con las posiciones no trinitarias que incluyen el unitarismo , la unidad y el modalismo. Una pequeña minoría de cristianos tiene opiniones no trinitarias, en gran medida bajo el título de unitarismo.

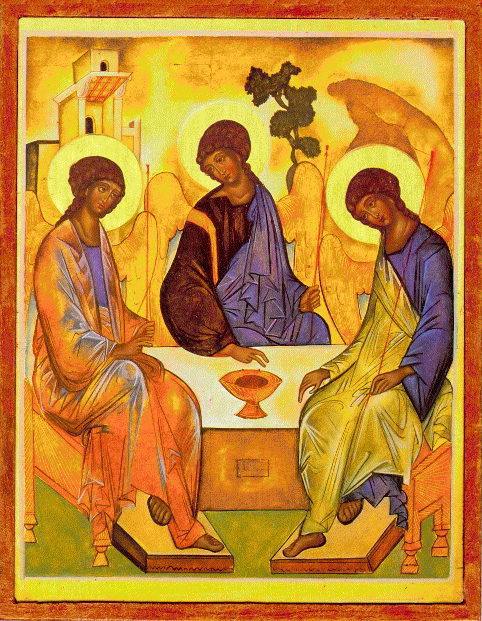
"Santísima Trinidad" de la Galería Tretyakov, Moscú, de Andrei Rublev, c. 1400, pero más propiamente conocida como la "Hospitalidad de Abraham". Los tres ángeles simbolizan la Trinidad.

La mayoría de los cristianos, si no todos, creen que Dios es espíritu,  un ser increado, omnipotente y eterno, creador y sustentador de todas las cosas, que obra la redención del mundo a través de su Hijo, Jesucristo. Con este trasfondo, la creencia en la divinidad de Cristo y el Espíritu Santo se expresa como la doctrina de la Trinidad, que describe la única ousia (sustancia) divina existente como tres hipóstasis (personas) distintas e inseparables : el Padre , el Hijo (Jesucristo el Logos), y el Espíritu Santo. 
La mayoría de los cristianos consideran que la doctrina trinitaria es un principio fundamental de su fe. Los no trinitarios suelen sostener que Dios, el Padre, es supremo; que Jesús, aunque sigue siendo divino Señor y Salvador, es el Hijo de Dios ; y que el Espíritu Santo es un fenómeno similar a la voluntad de Dios en la Tierra. Los tres santos están separados, pero todavía se considera que el Hijo y el Espíritu Santo provienen de Dios Padre.
El Nuevo Testamento no tiene el término "Trinidad" y en ninguna parte habla de la Trinidad como tal. Algunos enfatizan, sin embargo, que el Nuevo Testamento habla repetidamente del Padre, el Hijo y el Espíritu Santo para "obligar a una comprensión trinitaria de Dios".  La doctrina se desarrolló a partir del lenguaje bíblico utilizado en pasajes del Nuevo Testamento, como la fórmula bautismal en Mateo 28:19 , y a finales del siglo IV se mantenía ampliamente en su forma actual.

### Dios Padre
En muchas religiones monoteístas, se aborda a Dios como padre, en parte debido a su interés activo en los asuntos humanos, de la misma manera que un padre se interesaría por sus hijos que dependen de él y, como padre, respondería a humanidad, sus hijos, actuando en su mejor interés.  En el cristianismo, a Dios se le llama "Padre" en un sentido más literal, además de ser el creador y sustentador de la creación, y el proveedor de sus hijos.  Se dice que el Padre está en relación única con su hijo unigénito ( monogenes ), Jesucristo , lo que implica una familiaridad exclusiva e íntima: "Nadie conoce al Hijo sino el Padre, y nadie conoce al Padre sino el Hijo y a aquel a quien el Hijo quiera revelarlo." 
En el cristianismo, la relación de Dios Padre con la humanidad es la de un padre para sus hijos —en un sentido nunca antes visto— y no sólo como el creador y cuidador de la creación, y el proveedor de sus hijos, su pueblo. Así, a los humanos, en general, a veces se les llama hijos de Dios . Para los cristianos, la relación de Dios Padre con la humanidad es la de Creador y los seres creados, y en ese sentido él es el padre de todos. El Nuevo Testamento dice, en este sentido, que la idea misma de familia, dondequiera que aparece, deriva su nombre de Dios Padre,  y, por tanto, Dios mismo es el modelo de la familia.
Sin embargo, hay un sentido "legal" más profundo en el que los cristianos creen que se les hace partícipes de la relación especial del Padre y el Hijo, a través de Jesucristo como su esposa espiritual . Los cristianos se llaman a sí mismos hijos adoptivos de Dios. 
En el Nuevo Testamento, Dios Padre tiene un papel especial en su relación con la persona del Hijo, donde se cree que Jesús es su Hijo y su heredero.  Según el Credo de Nicea , el Hijo (Jesucristo) es "eternamente engendrado del Padre", lo que indica que su relación divina Padre-Hijo no está ligada a un evento en el tiempo o en la historia humana. 
La Biblia se refiere a Cristo, llamado " El Verbo ", como presente en el comienzo de la creación de Dios, no una creación en sí misma, sino igual en la personalidad de la Trinidad.
En la teología ortodoxa oriental , Dios Padre es el "principium" (principio), la "fuente" u "origen" tanto del Hijo como del Espíritu Santo, lo que da énfasis intuitivo a la trinidad de personas; en comparación, la teología occidental explica el "origen" de las tres hipóstasis o personas como si estuvieran en la naturaleza divina, lo que da énfasis intuitivo a la unidad del ser de Dios. [ cita necesaria ]

### Cristología y Cristo
La cristología es el campo de estudio dentro de la teología cristiana que se ocupa principalmente de la naturaleza, persona y obras de Jesucristo , considerado por los cristianos como el Hijo de Dios . La cristología se ocupa del encuentro de lo humano ( Hijo del Hombre ) y lo divino ( Dios Hijo o Verbo de Dios ) en la persona de Jesús .
Las consideraciones principales incluyen la Encarnación , la relación de la naturaleza y persona de Jesús con la naturaleza y persona de Dios, y la obra salvífica de Jesús. Como tal, la cristología generalmente se preocupa menos por los detalles de la vida de Jesús (lo que hizo) o sus enseñanzas que por quién o qué es él. Ha habido y hay varias perspectivas de quienes dicen ser sus seguidores desde que comenzó la iglesia después de su ascensión. En última instancia, las controversias se centraron en si y cómo una naturaleza humana y una naturaleza divina pueden coexistir en una sola persona. El estudio de la interrelación de estas dos naturalezas es una de las preocupaciones de la tradición mayoritaria.
A lo largo del Nuevo Testamento se encuentran enseñanzas sobre Jesús y testimonios sobre lo que logró durante su ministerio público de tres años . Las enseñanzas bíblicas centrales sobre la persona de Jesucristo pueden resumirse en que Jesucristo fue y por siempre es completamente Dios (divino) y completamente humano en una persona sin pecado al mismo tiempo,  y que a través de la muerte y resurrección de Jesús , pecador. los humanos pueden reconciliarse con Dios y así se les ofrece la salvación y la promesa de vida eterna a través de su Nueva Alianza . Si bien ha habido disputas teológicas sobre la naturaleza de Jesús, los cristianos creen que Jesús es Dios encarnado y " verdadero Dios y verdadero hombre " (o ambos completamente divino y completamente humano). Jesús, habiéndose hecho plenamente humano en todos los aspectos, sufrió los dolores y las tentaciones de un hombre mortal, pero no pecó. Como Dios pleno, venció a la muerte y resucitó. Las Escrituras afirman que Jesús fue concebido por el Espíritu Santo y nació de su madre virgen María sin un padre humano.  Los relatos bíblicos del ministerio de Jesús incluyen milagros , predicación, enseñanza, curación , muerte y resurrección . El apóstol Pedro, en lo que se ha convertido en una famosa proclamación de fe entre los cristianos desde el siglo I, dijo: "Tú eres el Cristo, el Hijo del Dios viviente".  La mayoría de los cristianos ahora esperan la Segunda Venida de Cristo cuando creen que él cumplirá las profecías mesiánicas restantes .

#### Cristo
Cristo es el término inglés para el griego Χριστός ( Kristós ) que significa " el ungido ".  Es una traducción del hebreo מָשִׁיחַ  ( Māšîaḥ ), generalmente transliterado al inglés como Mesías . A menudo se malinterpreta la palabra como el apellido de Jesús debido a las numerosas menciones de Jesucristo en la Biblia cristiana . De hecho, la palabra se utiliza como título , de ahí su uso recíproco común Cristo Jesús , es decir, Jesús el Ungido o Jesús el Mesías. Los seguidores de Jesús llegaron a ser conocidos como cristianos porque creían que Jesús era el Cristo o Mesías, profetizado en el Antiguo Testamento o Tanaj .

#### Concilios ecuménicos trinitarios
Ver también: concilio ecuménico
Las controversias cristológicas llegaron a un punto crítico sobre las personas de la Divinidad y su relación entre sí. La cristología fue una preocupación fundamental desde el Primer Concilio de Nicea (325) hasta el Tercer Concilio de Constantinopla (680). En este período, las opiniones cristológicas de varios grupos dentro de la comunidad cristiana en general llevaron a acusaciones de herejía y, con poca frecuencia, a persecución religiosa posterior . En algunos casos, la cristología única de una secta es su principal rasgo distintivo; en estos casos es común que la secta sea conocida por el nombre dado a su cristología.
Las decisiones tomadas en el Primer Concilio de Nicea y ratificadas nuevamente en el Primer Concilio de Constantinopla , después de varias décadas de controversia en curso durante las cuales el trabajo de Atanasio y los Padres Capadocios fueron influyentes. El lenguaje utilizado fue que el único Dios existe en tres personas (Padre, Hijo y Espíritu Santo); en particular se afirmaba que el Hijo era homoousios (de una misma sustancia) con el Padre. El Credo del Concilio de Nicea hizo declaraciones sobre la plena divinidad y la plena humanidad de Jesús, preparando así el camino para la discusión sobre cómo exactamente lo divino y lo humano se unen en la persona de Cristo (cristología).
Nicea insistió en que Jesús era plenamente divino y también humano. Lo que no hizo fue aclarar cómo una persona podía ser divina y humana, y cómo lo divino y lo humano estaban relacionados dentro de esa persona. Esto dio lugar a las controversias cristológicas de los siglos IV y V de la era cristiana.
El Credo de Calcedonia no puso fin a todo el debate cristológico, pero sí aclaró los términos utilizados y se convirtió en un punto de referencia para todas las demás cristologías. La mayoría de las principales ramas del cristianismo ( catolicismo , ortodoxia oriental , anglicanismo , luteranismo y reformado) se adhieren a la formulación cristológica calcedonia, mientras que muchas ramas del cristianismo oriental ( ortodoxia siria , iglesia asiria , ortodoxia copta , ortodoxia etíope y apostolicismo armenio ) rechazarlo.

#### Atributos de Cristo

##### Dios como Hijo
Según la Biblia, la segunda Persona de la Trinidad, debido a su relación eterna con la primera Persona (Dios como Padre), es el Hijo de Dios . Los trinitarios lo consideran coigual con el Padre y el Espíritu Santo. Él es todo Dios y todo hombre: el Hijo de Dios en cuanto a su naturaleza divina, mientras que en cuanto a su naturaleza humana es del linaje de David.  El núcleo de la autointerpretación de Jesús era su "conciencia filial", su relación con Dios como hijo a padre en algún sentido único  (ver Controversia de Cláusula Filioque ). Su misión en la tierra resultó ser la de permitir que las personas conozcan a Dios como su Padre, lo que los cristianos creen que es la esencia de la vida eterna . 
Dios Hijo es la segunda persona de la Trinidad en la teología cristiana. La doctrina de la Trinidad identifica a Jesús de Nazaret como Dios Hijo, unido en esencia pero distinto en persona con respecto a Dios Padre y Dios Espíritu Santo (la primera y tercera personas de la Trinidad). Dios Hijo es coeterno con Dios Padre (y el Espíritu Santo), tanto antes de la Creación como después del Fin (ver Escatología ). Así que Jesús siempre fue "Dios el Hijo", aunque no se reveló como tal hasta que también se convirtió en el "Hijo de Dios" a través de la encarnación. "Hijo de Dios" llama la atención sobre su humanidad, mientras que "Dios Hijo" se refiere de manera más general a su divinidad, incluida su existencia preencarnada. Así, en la teología cristiana, Jesús siempre fue Dios Hijo,aunque no se reveló como tal hasta que también se convirtió en Hijo de Dios a través de la encarnación.
La frase exacta "Dios el Hijo" no está en el Nuevo Testamento. El uso teológico posterior de esta expresión refleja lo que llegó a ser la interpretación estándar de las referencias del Nuevo Testamento, entendidas como que implican la divinidad de Jesús, pero la distinción de su persona de la del único Dios al que llamó su Padre. Como tal, el título se asocia más al desarrollo de la doctrina de la Trinidad que a los debates cristológicos. Hay más de 40 lugares en el Nuevo Testamento donde a Jesús se le da el título de "Hijo de Dios", pero los estudiosos no consideran que sea una expresión equivalente. "Dios Hijo" es rechazado por los antitrinitarios, que ven esta inversión del término más común para Cristo como una perversión doctrinal y una tendencia al triteísmo.
Mateo cita a Jesús diciendo: "Bienaventurados los pacificadores, porque serán llamados hijos de Dios (5:9)". Los evangelios continúan documentando una gran controversia sobre el hecho de que Jesús sea el Hijo de Dios, de una manera única. El libro de los Hechos de los Apóstoles y las cartas del Nuevo Testamento, sin embargo, registran las primeras enseñanzas de los primeros cristianos: aquellos que creían que Jesús era tanto el Hijo de Dios, el Mesías, un hombre designado por Dios, como también como Dios mismo. Esto es evidente en muchos lugares; sin embargo, la primera parte del libro de Hebreos aborda el tema en un argumento deliberado y sostenido, citando las Escrituras de la Biblia hebrea como autoridades. Por ejemplo, el autor cita el Salmo 45:6 dirigido por el Dios de Israel a Jesús.
- Hebreos 1:8. Acerca del Hijo dice: "Tu trono, oh Dios, durará por los siglos de los siglos".

El autor de la descripción que hace Hebreos de Jesús como la representación exacta del Padre divino tiene paralelos en un pasaje de Colosenses .
- Colosenses 2:9–10. "en Cristo vive corporalmente toda la plenitud de la Deidad"

El evangelio de Juan cita extensamente a Jesús con respecto a su relación con su Padre celestial. También contiene dos famosas atribuciones de divinidad a Jesús.
- Juan 1:1. "el Verbo era Dios" [en contexto, el Verbo es Jesús, ver Cristo el Logos ]
- Juan 20:28. "Tomás le dijo: '¡Señor mío y Dios mío!'"

Las referencias más directas a Jesús como Dios se encuentran en varias cartas.
- Romanos 9:5. "Cristo, que es Dios sobre todas las cosas"
- Tito 2:13. "nuestro gran Dios y Salvador Jesucristo"
- 2 Pedro 1:1. "nuestro Dios y Salvador Jesucristo"

La base bíblica para las declaraciones trinitarias posteriores en los credos es la fórmula del bautismo primitivo que se encuentra en Mateo 28.
- Mateo 28:19. Id y haced discípulos a todas las naciones, bautizándolos en el nombre [ nótese el singular ] del Padre y del Hijo y del Espíritu Santo. Véase también Gran Comisión .

##### Persona de Cristo
Cuadro explicativo de las distintas posiciones cristológicas, y sus denominaciones
- Humano o divinidad?
  - Humano - Ebionismo
  - Divinidad - Docetismo
  - Ambas
    - Ousia Divina (Esencia)?
      - Heteroousia (Se diferencia de dios padre) - Arrianismo
      - Homoiousia (Similar a Dios Padre) - Arrianismo
      - Homoiousian (Igual al Dios padre)
        - ¿Asociación entre humana y divina?
          - Hipóstasis (individuos distintos) Nestorianismo
          - Hipóstasis (mismo individuo) Nestorianismo
            - Physis humana y divina (Aspectos físicos)?
              - Combinado
                - ¿Método?
                  - Humano disuelto en lo divino Eutiquianismo
                  - El nous humano (pensamiento) reemplazado por el nous divino - Eutiquianismo
                  - Sin alteración de ninguno de los dos - Miafisismo

              - Diofisismo
                - Humano y divino
                  - Monotelita (combinada) Cristianismo calcedonio
                  - Diotelismo (distinto) Cristianismo calcedonio

¿Sólo divino?
El docetismo (del verbo griego parecer ) enseñaba que Jesús era plenamente divino y que su cuerpo humano era sólo ilusorio. En una etapa muy temprana surgieron varios grupos doceticos; en particular, las sectas gnósticas que florecieron en el siglo II d. C. tendían a tener teologías docetas. Las enseñanzas docéticas fueron atacadas por San Ignacio de Antioquía (principios del siglo II d. C.) y parecen ser el objetivo de las Epístolas canónicas de Juan (las fechas son controvertidas, pero van desde finales del siglo I entre los eruditos tradicionalistas hasta finales del siglo II entre los eruditos críticos). ).
El Concilio de Nicea rechazó las teologías que descartaban por completo cualquier humanidad en Cristo, afirmando en el Credo de Nicea la doctrina de la Encarnación como parte de la doctrina de la Trinidad. Es decir, que la segunda persona de la Trinidad se encarnó en la persona de Jesús y fue plenamente humana.
¿Solo Humanos?
Los primeros siglos de la historia cristiana también tuvieron grupos en el otro extremo del espectro, que sostenían que Jesús era un mortal común y corriente. Los adopcionistas enseñaban que Jesús nació plenamente humano y fue adoptado como Hijo de Dios cuando Juan el Bautista lo bautizó  debido a la vida que vivió . Otro grupo, conocido como los ebionitas , enseñaba que Jesús no era Dios, sino el profeta Mashíaj (mesías, ungido) humano prometido en la Biblia hebrea .
Algunas de estas opiniones podrían describirse como unitarismo (aunque se trata de un término moderno) por su insistencia en la unidad de Dios. Estas opiniones, que afectaban directamente la forma en que uno entendía la Divinidad, fueron declaradas herejías por el Concilio de Nicea. A lo largo de gran parte del resto de la historia antigua del cristianismo, las cristologías que negaban la divinidad de Cristo dejaron de tener un impacto importante en la vida de la iglesia.
¿Cómo puede ser ambas cosas?
¿Qué clase de divinidad 
El arrianismo afirmaba que Jesús era divino, pero enseñaba que, sin embargo, era un ser creado ( hubo [un tiempo] en el que no existía [en existencia] ) y, por tanto, era menos divino que Dios Padre. El asunto se reducía a un ápice; El arrianismo enseñó Homo i ousia (la creencia de que la divinidad de Jesús es similar a la de Dios Padre) a diferencia de Homoousia (la creencia de que la divinidad de Jesús es la misma que la de Dios Padre). Los oponentes de Arrio incluyeron además en el término arrianismo la creencia de que la divinidad de Jesús es diferente de la de Dios Padre (Heteroousia).
El arrianismo fue condenado por el Concilio de Nicea, pero siguió siendo popular en las provincias del norte y oeste del imperio, y continuó siendo la visión mayoritaria de Europa occidental hasta bien entrado el siglo VI. De hecho, incluso la leyenda cristiana del bautismo de Constantino en su lecho de muerte involucra a un obispo que, según la historia registrada, era arriano.
En la era moderna, varias denominaciones han rechazado la doctrina nicena de la Trinidad, incluidos los Cristadelfianos y los Testigos de Jehová . 
¿Qué tipo de fusión?
Los debates cristológicos que siguieron al Concilio de Nicea buscaron dar sentido a la interacción de lo humano y lo divino en la persona de Cristo, al tiempo que defendían la doctrina de la Trinidad. Apolinar de Laodicea (310–390) enseñó que en Jesús, el componente divino tomó el lugar del nous humano ( pensamiento , que no debe confundirse con thelis, que significa intención). Sin embargo, esto fue visto como una negación de la verdadera humanidad de Jesús, y la opinión fue condenada en el Primer Concilio de Constantinopla.
Posteriormente, Nestorio de Constantinopla (386-451) inició una visión que efectivamente separaba a Jesús en dos personas: una divina y otra humana; El mecanismo de esta combinación se conoce como hipóstasis e s y contrasta con la hipóstasis i s , la opinión de que no hay separación. La teología de Nestorio fue considerada herética en el Primer Concilio de Éfeso (431). Aunque, como se ve en los escritos de Babai el Grande , la cristología de la Iglesia de Oriente es muy similar a la de Calcedonia, muchos cristianos ortodoxos (particularmente en Occidente) consideran que este grupo es la perpetuación del nestorianismo; La moderna Iglesia Asiria de Oriente ha evitado en ocasiones este término, ya que implica la aceptación de toda la teología de Nestorio.
Varias formas de monofisismo enseñaban que Cristo tenía una sola naturaleza: que lo divino se había disuelto (eutiquianismo) o que lo divino se unía a lo humano como una sola naturaleza en la persona de Cristo (miafisismo). Un teólogo monofisita notable fue Eutiques ( c.  380-456 ). El monofisismo fue rechazado como herejía en el Concilio de Calcedonia del año 451, que afirmó que Jesucristo tenía dos naturalezas (divina y humana) unidas en una sola persona, en unión hipostática (ver Credo calcedonio ). Mientras que el eutiquianismo fue suprimido hasta el olvido por los calcedonios y los miafisitas, los grupos miafisitas que disentían de la fórmula calcedonia han persistido como la Iglesia Ortodoxa Oriental.
Mientras los teólogos continuaban buscando un compromiso entre la definición calcedonia y los monofisitas , se desarrollaron otras cristologías que rechazaban parcialmente la plena humanidad de Cristo. El monotelismo enseñaba que en la única persona de Jesús había dos naturalezas, pero sólo una voluntad divina. Estrechamente relacionado con esto está el monoenergismo , que sostenía la misma doctrina que los monotelitas, pero con diferente terminología. Estas posiciones fueron declaradas herejía por el Tercer Concilio de Constantinopla (el Sexto Concilio Ecuménico, 680-681).

##### Encarnación
La Encarnación es la creencia en el cristianismo de que la segunda persona de la Deidad cristiana, también conocida como Dios Hijo o el Logos (Verbo), "se hizo carne" al ser concebido milagrosamente en el vientre de la Virgen María. La palabra Encarnado deriva del latín (in=in o into, caro, carnis=carne) que significa "hacerse carne" o "hacerse carne". La encarnación es una enseñanza teológica fundamental del cristianismo ortodoxo (niceno), basada en su comprensión del Nuevo Testamento. La encarnación representa la creencia de que Jesús, que es la segunda hipóstasis no creada del Dios trino, tomó cuerpo y naturaleza humanos y se convirtió a la vez en hombre y Dios. En la Biblia su enseñanza más clara está en Juan 1:14: "Y el Verbo se hizo carne, y habitó entre nosotros".
En la Encarnación, tal como se la define tradicionalmente, la naturaleza divina del Hijo se unió pero no se mezcló con la naturaleza humana  en una Persona divina, Jesucristo , que era "verdaderamente Dios y verdaderamente hombre". La Encarnación se conmemora y celebra cada año en Navidad , pudiendo también hacerse referencia a la Fiesta de la Anunciación ; En la Navidad y la Anunciación se celebran "diversos aspectos del misterio de la Encarnación". 
Esto es fundamental para la fe tradicional de la mayoría de los cristianos. A lo largo de los siglos se han propuesto puntos de vista alternativos sobre el tema (ver Ebionitas y el Evangelio según los hebreos ) (ver más abajo), pero todos fueron rechazados por los principales organismos cristianos .
En las últimas décadas, varios grupos pentecostales han adoptado una doctrina alternativa conocida como " Unicidad " (ver más abajo), pero ha sido rechazada por el resto de la cristiandad .
Descripción y desarrollo de la doctrina tradicional
En la era cristiana primitiva , había un desacuerdo considerable entre los cristianos con respecto a la naturaleza de la Encarnación de Cristo. Si bien todos los cristianos creían que Jesús era en verdad el Hijo de Dios , se cuestionaba la naturaleza exacta de su filiación, junto con la relación precisa del " Padre ", el "Hijo" y el " Espíritu Santo " a que se refiere el Nuevo Testamento. Aunque Jesús era claramente el "Hijo", ¿qué significa esto exactamente? El debate sobre este tema se desarrolló especialmente durante los primeros cuatro siglos del cristianismo, involucrando a cristianos judíos , gnósticos , seguidores del presbítero Arrio de Alejandría y seguidores de San Atanasio el Grande , entre otros.
Finalmente, la Iglesia cristiana aceptó la enseñanza de San Atanasio y sus aliados, de que Cristo era la encarnación de la eterna segunda persona de la Trinidad , que era plenamente Dios y plenamente hombre simultáneamente. Todas las creencias divergentes fueron definidas como herejías . Esto incluía el docetismo , que decía que Jesús era un ser divino que tomó apariencia humana pero no carne; el arrianismo , que sostenía que Cristo era un ser creado; y el nestorianismo , que sostenía que el Hijo de Dios y el hombre, Jesús, compartían el mismo cuerpo pero conservaban dos naturalezas separadas . La creencia de unidad sostenida por ciertas iglesias pentecostales modernas también es vista como herética por la mayoría de los principales organismos cristianos.
Las definiciones más ampliamente aceptadas de la Iglesia cristiana primitiva hicieron de la Encarnación y la naturaleza de Jesús en el Primer Concilio de Nicea en 325, el Concilio de Éfeso en 431 y el Concilio de Calcedonia en 451. Estos concilios declararon que Jesús era plenamente Dios: engendrado del Padre, pero no creado por él; y plenamente hombre: tomando su carne y naturaleza humana de la Virgen María . Estas dos naturalezas, humana y divina, estaban unidas hipostáticamente en la única personalidad de Jesucristo. 
Encarnación fortuita y necesaria
El vínculo entre la Encarnación y la Expiación dentro del pensamiento teológico sistemático es complejo. Dentro de los modelos tradicionales de la Expiación, como la Sustitución , la Satisfacción o el Christus Victor , Cristo debe ser Divino para que el Sacrificio de la Cruz sea eficaz, para que los pecados humanos sean "eliminados" o "vencidos". En su obra La Trinidad y el Reino de Dios , Jurgen Moltmann diferenciaba entre lo que llamaba una Encarnación "fortuita" y una "necesaria". Este último da un énfasis soteriológico a la Encarnación: el Hijo de Dios se hizo hombre para poder salvarnos de nuestros pecados. El primero, en cambio, habla de la Encarnación como realización del Amor de Dios , de su deseo de estar presente y vivo en medio de la humanidad, de "caminar en el jardín" con nosotros.
Moltmann favorece la encarnación "fortuita" principalmente porque siente que hablar de una encarnación por "necesidad" es hacer una injusticia a la vida de Cristo . La obra de Moltmann, junto con la de otros teólogos sistemáticos, abre vías de cristología de liberación .

##### Unión hipostática
En resumen, esta doctrina afirma que dos naturalezas, una humana y otra divina, están unidas en la única persona de Cristo. El Concilio enseñó además que cada una de estas naturalezas, la humana y la divina, era distinta y completa. Esta visión a veces es llamada diofisita (que significa dos naturalezas) por quienes la rechazaban.
Unión hipostática (del griego sustancia) es un término técnico en la teología cristiana empleado en la cristología convencional para describir la unión de dos naturalezas, la humanidad y la divinidad, en Jesucristo. Se puede dar una breve definición de la doctrina de las dos naturalezas como: "Jesucristo, que es idéntico al Hijo, es una persona y una hipóstasis en dos naturalezas: la humana y la divina". 
El Primer Concilio de Éfeso reconoció esta doctrina y afirmó su importancia, afirmando que la humanidad y la divinidad de Cristo se hacen una según la naturaleza y la hipóstasis en el Logos .
El Primer Concilio de Nicea declaró que el Padre y el Hijo son de la misma sustancia y coeternos. Esta creencia se expresó en el Credo de Nicea.
Apolinar de Laodicea fue el primero en utilizar el término hipóstasis al intentar comprender la Encarnación .  Apolinar describió la unión de lo divino y lo humano en Cristo como de una sola naturaleza y con una sola esencia: una sola hipóstasis.
El nestoriano Teodoro de Mopsuestia fue en la otra dirección, argumentando que en Cristo había dos naturalezas ( diofisita ) (humana y divina) y dos hipóstasis (en el sentido de "esencia" o "persona") que coexistían. 
El Credo Calcedonio coincidía con Teodoro en que había dos naturalezas en la Encarnación . Sin embargo, el Concilio de Calcedonia también insistió en que se usara hipóstasis como estaba en la definición trinitaria: para indicar la persona y no la naturaleza como con Apolinar.
Así, el Concilio declaró que en Cristo hay dos naturalezas; conservando cada uno sus propias propiedades, y juntos unidos en una sola subsistencia y en una sola persona. 
Como se considera que la naturaleza precisa de esta unión desafía la comprensión humana finita, la unión hipostática también se conoce con el término alternativo "unión mística".
Las Iglesias Ortodoxas Orientales , habiendo rechazado el Credo Calcedonio, eran conocidas como monofisitas porque sólo aceptaban una definición que caracterizaba al Hijo encarnado como de una sola naturaleza. La fórmula calcedonia "en dos naturalezas" se consideraba derivada de una cristología nestoriana y similar a ella.  Por el contrario, los calcedonios veían que los ortodoxos orientales tendían hacia el monofisismo eutiquiano . Sin embargo, los ortodoxos orientales han especificado en el diálogo ecuménico moderno que nunca han creído en las doctrinas de Eutiques, que siempre han afirmado que la humanidad de Cristo es consustancial a la nuestra y, por tanto, prefieren el término "miafisita" para referirse a ellos mismos ( una referencia a la cristología ciriliana, que utilizaba la frase "mia physis tou theou logou sesarkomene").
En los últimos tiempos, líderes de las Iglesias Ortodoxa Oriental y Ortodoxa Oriental han firmado declaraciones conjuntas en un intento de trabajar por la reunificación. 

##### Otras preocupaciones cristológicas
La impecabilidad de Cristo
Aunque la ortodoxia cristiana sostiene que Jesús era plenamente humano, la Epístola a los Hebreos , por ejemplo, afirma que Cristo era "santo y sin maldad" (7:26). La pregunta sobre la impecabilidad de Jesucristo se centra en esta aparente paradoja. ¿Ser completamente humano requiere que uno participe en la "caída" de Adán , o podría Jesús existir en un estado "no caído" como lo hicieron Adán y Eva antes de la "caída", según Génesis 2-3?
Tipos de impecabilidad
El escritor evangélico Donald Macleod sugiere que la naturaleza sin pecado de Jesucristo involucra dos elementos. "Primero, Cristo estaba libre de pecado actual".  Al estudiar los evangelios no hay ninguna referencia a que Jesús orara por el perdón de los pecados, ni confesara el pecado. La afirmación es que Jesús no cometió pecado, ni se le pudo demostrar que era culpable de pecado; no tenía vicios. De hecho, se le cita preguntando: "¿Puede alguno de ustedes probar que soy culpable de pecado?" en Juan 8:46. "En segundo lugar, estaba libre de pecado inherente (" pecado original " o " pecado ancestral ")". 
Tentación de Cristo
La tentación de Cristo mostrada en los evangelios afirma que fue tentado. De hecho, las tentaciones eran genuinas y de mayor intensidad que la que normalmente experimentan los seres humanos.  Experimentó todas las frágiles debilidades de la humanidad. Jesús fue tentado por el hambre y la sed, el dolor y el amor de sus amigos. Así, las debilidades humanas podrían engendrar tentaciones.  Sin embargo, MacLeod señala que "un aspecto crucial en el que Cristo no era como nosotros es que no fue tentado por nada dentro de sí mismo". 
Las tentaciones que Cristo enfrentó se centraron en su persona e identidad como Hijo de Dios encarnado. MacLeod escribe: "Cristo pudo ser tentado a través de su filiación". La tentación en el desierto y nuevamente en Getsemaní ejemplifica este ámbito de tentación . Respecto a la tentación de realizar una señal que afirmaría su filiación arrojándose desde el pináculo del templo, MacLeod observa: "La señal era para él mismo: una tentación de buscar seguridad, como si dijera: 'la verdadera pregunta es mía'. filiación. Debo olvidar todo lo demás y todos los demás y todo servicio posterior hasta que eso quede claro.'"  MacLeod sitúa esta lucha en el contexto de la encarnación, "...se ha convertido en un hombre y debe aceptar no sólo la apariencia sino la realidad." 
Comunicación de atributos
La comunión de atributos ( Communicatio idiomatum ) de las naturalezas divina y humana de Cristo se entiende según la teología calcedonia en el sentido de que existen juntas sin que ninguna prevalezca sobre la otra. Es decir, ambos se conservan y conviven en una sola persona. Cristo tenía todas las propiedades de Dios y de la humanidad. Dios no dejó de ser Dios y se hizo hombre. Cristo no era mitad Dios y mitad humano. Las dos naturalezas no se mezclaron en un nuevo tercer tipo de naturaleza. Aunque independientes, actuaron en completo acuerdo; cuando una naturaleza actuaba, también lo hacía la otra. Las naturalezas no se mezclaron, fusionaron, se fusionaron ni se reemplazaron unas a otras. Uno no se convirtió en el otro. Se mantuvieron distintos (pero actuaron unánimes).
Nacimiento virginal

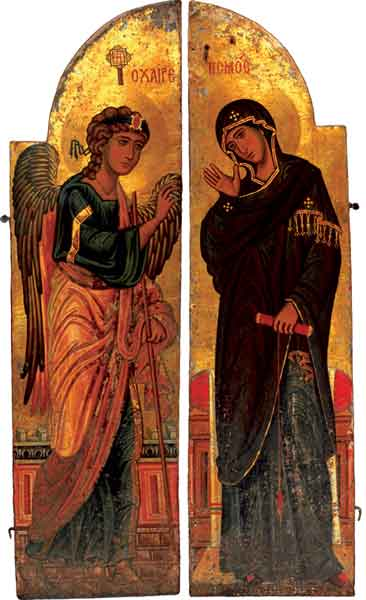
Puertas Santas del Monasterio de Santa Catalina del Monte Sinaí, que representan la Anunciación, c. Siglo 12

El Evangelio según Mateo y el Evangelio según Lucas sugieren un nacimiento virginal de Jesucristo. Algunos ahora ignoran o incluso argumentan en contra de esta "doctrina" a la que se adhieren la mayoría de las denominaciones del cristianismo. Esta sección analiza las cuestiones cristológicas que rodean la creencia o la incredulidad en el nacimiento virginal.
Un nacimiento no virginal parecería requerir alguna forma de adopcionismo. Esto se debe a que una concepción y un nacimiento humanos parecerían producir un Jesús plenamente humano, con algún otro mecanismo requerido para hacer que Jesús también sea divino.
Un nacimiento no virginal parecería sustentar la plena humanidad de Jesús. William Barclay: afirma: "El problema supremo del nacimiento virginal es que innegablemente diferencia a Jesús de todos los hombres; nos deja con una encarnación incompleta". 
Barth habla del nacimiento virginal como el signo divino "que acompaña e indica el misterio de la encarnación del Hijo". 
Donald MacLeod  da varias implicaciones cristológicas de un nacimiento virginal:
- Destaca la salvación como un acto sobrenatural de Dios más que un acto de iniciativa humana.
- Evita el adopcionismo (que es prácticamente obligatorio si se trata de un parto normal).
- Refuerza la impecabilidad de Cristo, especialmente en lo que se refiere a que Cristo está fuera del pecado de Adán ( pecado original ).

Relación de personas
La discusión sobre si las tres personas distintas de la Deidad de la Trinidad eran mayores, iguales o menores en comparación también fue, como muchas otras áreas de la cristología primitiva, un tema de debate. En los escritos de Atenágoras de Atenas ( c. 133-190 ) encontramos una doctrina trinitaria muy desarrollada.  En un extremo del espectro estaba el modalismo, una doctrina que afirmaba que las tres personas de la Trinidad eran iguales hasta el punto de borrar sus diferencias y distinciones. En el otro extremo del espectro estaba el triteísmo, así como algunas opiniones radicalmente subordinacionistas , las últimas de las cuales enfatizaban la primacía del Padre de la Creación sobre la deidad de Cristo y la autoridad de Jesús sobre el Espíritu Santo. Durante el Concilio de Nicea, los obispos modalistas de Roma y Alejandría se alinearon políticamente con Atanasio; mientras que los obispos de Constantinopla (Nicomedia), Antioquía y Jerusalén se pusieron del lado de los subordinacionistas como punto medio entre Arrio y Atanasio.

#### Aproximaciones a la cristología
Teólogos como Jurgen Moltmann y Walter Kasper han caracterizado las cristologías como antropológicas o cosmológicas. Estos también se denominan "cristología desde abajo" y "cristología desde arriba", respectivamente. Una cristología antropológica parte de la persona humana de Jesús y trabaja desde su vida y ministerio hacia lo que significa para él ser divino; mientras que una cristología cosmológica funciona en la dirección opuesta. A partir del Logos eterno, una cristología cosmológica trabaja hacia su humanidad. Los teólogos suelen comenzar por un lado o por el otro y su elección influye inevitablemente en la cristología resultante. Como punto de partida, estas opciones representan enfoques "diversos pero complementarios"; cada uno plantea sus propias dificultades. Tanto la cristología "de arriba" como la "de abajo" deben llegar a un acuerdo con las dos naturalezas de Cristo: humana y divina. Así como la luz puede percibirse como una onda o como una partícula, así también se debe pensar en Jesús en términos tanto de su divinidad como de su humanidad. No se puede hablar de "uno o el otro", sino que se debe hablar de "ambos y". 
Enfoques cosmológicos
Las cristologías desde arriba comienzan con el Logos, la segunda Persona de la Trinidad, establecen su eternidad, su agencia en la creación y su filiación económica. La unidad de Jesús con Dios se establece mediante la Encarnación cuando el Logos divino asume una naturaleza humana. Este enfoque era común en la iglesia primitiva; por ejemplo, San Pablo y San Juan en los Evangelios. La atribución de humanidad plena a Jesús se resuelve afirmando que las dos naturalezas comparten mutuamente sus propiedades (concepto denominado communicatio idiomatum ). 
Enfoques antropológicos
Las cristologías desde abajo parten del ser humano Jesús como representante de la nueva humanidad, no del Logos preexistente. Jesús vive una vida ejemplar, a la que aspiramos en la experiencia religiosa. Esta forma de cristología se presta al misticismo, y algunas de sus raíces se remontan al surgimiento del misticismo de Cristo en el siglo VI en Oriente, pero en Occidente floreció entre los siglos XI y XIV. Un teólogo reciente, Wolfhart Pannenberg, sostiene que Jesús resucitado es el "cumplimiento escatológico del destino humano de vivir en la cercanía de Dios". 
Enfoques políticos
La fe cristiana es inherentemente política porque la lealtad a Jesús como Señor resucitado relativiza todo gobierno y autoridad terrenales. A Jesús se le llama "Señor" más de 230 veces sólo en las epístolas de Pablo y, por tanto, es la principal confesión de fe en las epístolas paulinas. Además, NT Wright sostiene que esta confesión paulina es el núcleo del evangelio de salvación. El talón de Aquiles de este enfoque es la pérdida de tensión escatológica entre esta era presente y el futuro gobierno divino que está por llegar. Esto puede suceder cuando el Estado coopta la autoridad de Cristo, como ocurría a menudo en la cristología imperial. Las cristologías políticas modernas buscan superar las ideologías imperialistas. 

#### Obras de Cristo
La resurrección de Jesús

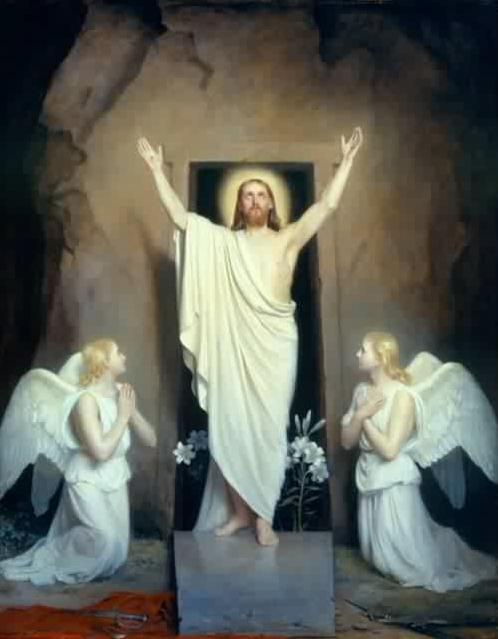
La resurrección de Cristo de Carl Heinrich Bloch, 1875.

La resurrección es quizás el aspecto más controvertido de la vida de Jesucristo. El cristianismo depende de este punto de la cristología, tanto como respuesta a una historia particular como como respuesta confesional. Algunos cristianos afirman que debido a que resucitó, el futuro del mundo quedó alterado para siempre. La mayoría de los cristianos creen que la resurrección de Jesús trae la reconciliación con Dios (II Corintios 5:18), la destrucción de la muerte (I Corintios 15:26) y el perdón de los pecados para los seguidores de Jesucristo.
Después de que Jesús murió y fue sepultado, el Nuevo Testamento afirma que se apareció a otros en forma corporal. Algunos escépticos dicen que sus apariciones sólo fueron percibidas por sus seguidores en mente o espíritu. Los evangelios afirman que los discípulos creyeron ser testigos del cuerpo resucitado de Jesús y eso llevó al comienzo de la fe. Anteriormente se habían escondido por temor a la persecución después de la muerte de Jesús. Después de ver a Jesús, proclamaron con valentía el mensaje de Jesucristo a pesar del tremendo riesgo. Obedecieron el mandato de Jesús de reconciliarse con Dios mediante el arrepentimiento (Lucas 24:47), el bautismo y la obediencia (Mateo 28:19-20).
Oficios como profeta, sacerdote y rey
Jesucristo, el Mediador de la humanidad, cumple los tres oficios de Profeta, Sacerdote y Rey . Eusebio de la iglesia primitiva elaboró esta triple clasificación, que durante la Reforma jugó un papel sustancial en la cristología escolástica luterana y en la cristología de Juan Calvino y John Wesley. 
Neumatología: Espíritu Santo
La pneumatología es el estudio del Espíritu Santo . Pneuma ( πνεῦμα ) en griego significa " aliento ", que describe metafóricamente un ser o influencia inmaterial. En la teología cristiana la pneumatología se refiere al estudio del Espíritu Santo . En el cristianismo, el Espíritu Santo (o Espíritu Santo) es el Espíritu de Dios . Dentro de las creencias cristianas convencionales (trinitarias), es la tercera persona de la Trinidad. Como parte de la Deidad , el Espíritu Santo es igual a Dios Padre y a Dios Hijo. La teología cristiana del Espíritu Santo fue la última pieza de la teología trinitaria que se desarrolló plenamente.
Dentro del cristianismo convencional (trinitario), el Espíritu Santo es una de las tres personas de la Trinidad que constituyen la sustancia única de Dios. Como tal, el Espíritu Santo es personal y, como parte de la Deidad , es plenamente Dios, coigual y coeterno con Dios Padre e Hijo de Dios.  Él es diferente del Padre y del Hijo en que procede del Padre (o del Padre y del Hijo) como se describe en el Credo de Nicea. Su carácter sagrado se refleja en los evangelios del Nuevo Testamento que proclaman la blasfemia contra el Espíritu Santo como imperdonable.
La palabra inglesa proviene de dos palabras griegas: πνευμα ( pneuma , espíritu) y λογος ( logos , enseñanza sobre). La pneumatología normalmente incluiría el estudio de la persona del Espíritu Santo y las obras del Espíritu Santo. Esta última categoría normalmente incluiría enseñanzas cristianas sobre el nuevo nacimiento, los dones espirituales (charismata), el bautismo en el Espíritu, la santificación, la inspiración de los profetas y la morada de la Santísima Trinidad (que en sí misma cubre muchos aspectos diferentes). Las diferentes denominaciones cristianas tienen diferentes enfoques teológicos.
Los cristianos creen que el Espíritu Santo lleva a las personas a la fe en Jesús y les da la capacidad de vivir un estilo de vida cristiano. El Espíritu Santo habita dentro de cada cristiano, siendo el cuerpo de cada uno su templo. Jesús describió al Espíritu Santo  como paracletus en latín, derivado del griego . La palabra se traduce de diversas maneras como Consolador, Consejero, Maestro, Abogado,  que guía a la gente por el camino de la verdad. Se cree que la acción del Espíritu Santo en la vida produce resultados positivos, conocidos como el Fruto del Espíritu Santo . El Espíritu Santo permite a los cristianos, que todavía experimentan los efectos del pecado, hacer cosas que nunca podrían hacer por sí solos. Estos dones espirituales no son habilidades innatas "desbloqueadas" por el Espíritu Santo, sino habilidades completamente nuevas, como la capacidad de expulsar demonios o simplemente hablar con audacia. A través de la influencia del Espíritu Santo, una persona ve más claramente el mundo que la rodea y puede usar su mente y su cuerpo de maneras que exceden su capacidad anterior. Una lista de dones que se pueden otorgar incluye los dones carismáticos de profecía, lenguas, sanidad y conocimiento. Los cristianos que sostienen una visión conocida como cesacionismo creen que estos dones se dieron sólo en los tiempos del Nuevo Testamento. Los cristianos casi universalmente están de acuerdo en que ciertos "dones espirituales " todavía están vigentes hoy en día, incluidos los dones de ministerio, enseñanza, generosidad, liderazgo y misericordia.  A la experiencia del Espíritu Santo a veces se le llama ser ungido.
Después de su resurrección, Cristo dijo a sus discípulos que serían " bautizados con el Espíritu Santo" y recibirían poder de este acontecimiento,  promesa que se cumplió en los acontecimientos relatados en el segundo capítulo de los Hechos. El primer Pentecostés, los discípulos de Jesús estaban reunidos en Jerusalén cuando se escuchó un viento fuerte y aparecieron lenguas de fuego sobre sus cabezas. Una multitud multilingüe escuchó hablar a los discípulos, y cada uno de ellos los escuchó hablar en su lengua materna.
Se cree que el Espíritu Santo realiza funciones divinas específicas en la vida del cristiano o de la iglesia. Éstas incluyen:
- Convicción de pecado . El Espíritu Santo actúa para convencer a la persona no redimida tanto de la pecaminosidad de sus acciones como de su posición moral como pecadores ante Dios. [69]
- Llevando a la conversión . La acción del Espíritu Santo se considera parte esencial de la llegada de la persona a la fe cristiana.  El nuevo creyente "nace de nuevo del Espíritu".
- Habilitando la vida cristiana . Se cree que el Espíritu Santo habita en los creyentes individuales y les permite vivir una vida justa y fiel.
- Como consolador o Paráclito , aquel que intercede, apoya o actúa como abogado, particularmente en tiempos de prueba.
- Inspiración e interpretación de las Escrituras. El Espíritu Santo inspira la escritura de las Escrituras y las interpreta al cristiano y a la iglesia.